# Sarcophilus
Sarcophilus é um género de marsupial da família Dasyuridae, mais conhecido pelo seu único membro sobrevivente, o diabo-da-tasmânia.

## Nomenclatura
Em 1837, Frédéric Cuvier descreveu o gênero Sarcophilus para a espécie Dasyurus ursinus alegando que ela era mais aparentada ao Thylacinus que ao Dasyurus, porém com características distintivas o suficiente para garantir a descrição do novo gênero. A espécie-tipo desse gênero, Didelphis ursina, descrita por George Harris em 1808, estava com o nome pré-ocupado pela Didelphis ursina descrita por George Shaw em 1800. Em 1841, Pierre Boitard renomeou a espécie para Ursinus harrisii, criando assim um novo gênero. No  mesmo ano, George Robert Gray  se refere a espécie como Diabolus ursinus. Em 1903, Oldfield Thomas, sem ter conhecimento da substituiçao feita por Boitard, renomeou o Didelphis ursina de Harris para Sarcophilus satanicus, mas em 1913, reconhecendo que o harrisii antecede sua substituição, recombina o Ursinus harrisii para Sarcophilus harrisii, estabelecendo a combinação válida para a espécie. Assim, Ursinus e Diabolus são considerados sinônimos de Sarcophilus de acordo com a lei da prioridade regida pelo Código Internacional de Nomenclatura Zoológica.

## Espécies
Três espécies são descritas para o gênero, duas através do registro fóssil, S. laniarius do Pleistoceno e S. moornaensis do Plioceno, e uma recente, S. harrisii. Charles De Vis em 1883, descreveu uma espécie fóssil batizada de Sarcophilus prior, entretanto, uma revisão posterior do espécime, demonstrou uma maior afinidade com a família Vombatidae, mas especificamente com o gênero Vombatus, do que com qualquer membro da família Dasyuridae.
S. laniarius era maior que a espécie contemporânea S. harrisii, pesando mais de 10 quilogramas. A relação entre as três espécies não é clara; alguns propuseram que o S. harrisii possa ser uma versão anã do S. laniarius, outros argumentam que é uma espécie distinta e que os dois possam ter coexistido durante o Pleistoceno.